# Nathalia Rakotondramanana
Harinelina Nathalia Rakotondramanana, née le 15 janvier 1989 à Antananarivo, est une haltérophile malgache.

## Carrière
Nathalia Rakotondramanana est médaillée d'argent à l'arraché, à l'épaulé-jeté et au total dans la catégorie des moins de 48 kg aux championnats d'Afrique 2012 à Nairobi. Elle termine 12e dans cette catégorie aux Jeux olympiques d'été de 2012 à Londres.